# ハヴァナイスデー (UNICORNのアルバム)
『ハヴァナイスデー』 (Have A Nice Day) は、日本のロックバンドであるUNICORNのミニ・アルバム。
1990年12月1日にCBS・ソニーからリリースされた。3か月連続アルバムリリースの第3弾として前作『おどる亀ヤプシ』（1990年）から1か月後のリリースとなった。作詞・作曲は手島いさむ以外の全員が担当し、プロデュースはアメリカ合衆国のレコーディング・エンジニアであるジョー・ブレイニーが担当している。
「ストレートなロックンロール・アルバム」と「海外レコーディング」をテーマに制作が行われ、レコーディングはニューヨークで行われた。ほぼすべての曲が一発録りに近い形でレコーディングが行われているが、一部でニュー・ウェイヴ風の曲や笠置シヅ子の楽曲「東京ブギウギ」（1948年）のカバーなどが収録されている。
本作はオリコンアルバムチャートにおいて最高位第2位となり、売り上げ枚数は20万枚を超えたため日本レコード協会からゴールド認定を受けている。本作からは1曲もシングルカットされていないが、5枚目のシングル「スターな男」（1991年）のカップリング曲として「魚の脳を持つ男」が収録された。批評家たちからは、ロックンロールを中心に様々な音楽性が取り入れられたことに関して賛否両論となったほか、3か月連続リリースによってその後のバンドの方向性に良くも悪くも多大な影響を残したのではないかという推測がなされた。

## 録音、制作
本作のプロデューサーは、プリンスやビースティ・ボーイズなどを手掛けたミキシング・エンジニアのジョー・ブレイニーが担当、ブレイニーは前作においてもミキシング・エンジニアとして参加していた。
4枚目のアルバム『ケダモノの嵐』（1990年）は当初2枚組での制作を検討していたが、曲のコンセプトがはっきりと分かれていたために1か月ごとに別のアルバムとしてリリースするという形に変更となった。レコーディングはすべてニューヨークにて1か月程度で行われ、同バンドとしては初の完全日本国外レコーディング作品となった。楽器はすべて現地調達となり、また阿部曰く「いきおいのある物にしたかった」ことからほぼすべての曲が一発録りに近い形でレコーディングが行われた。
本作のターゲットを問われた際に、西川幸一は笑いながら「暴走族じゃないですか」と述べそれを受けて堀内一史は「キャロルの築いた」と述べたが、阿部義晴は「自分たちのためじゃないかな」と返答しニューヨークでのレコーディングを望んだことや様々な楽器を使用したいという願望があったことを述べている。また手島いさむはロックンロールにこだわった理由として、「シンプルじゃないですか。そのまんまだから自分が出せればそれでいいじゃないかと」と述べている。

## 音楽性とアルバムタイトル
本作はロックンロールアルバムとして制作する意図があり、コンセプトに沿った選曲が行われたほか、西川はギター・アルバムであるとも述べ、キーボードの比重が少ないことから阿部が退屈していたとも述べている。「東京ブギウギ」のカバーに関しては、日本国外でのレコーディングということもあり日本語の曲の方が良いとの判断や、バンドとしてのルーツがないが故に選曲された側面もあると西川は述べている。奥田民生によれば、「東京ブギウギ」がレコーディング中に最も盛り上がったという。
当初はアルバムタイトルとして「魚の脳を持つ男」が候補に挙がっていたが、楽曲として成立したためにアルバムタイトルとしては使用されなかった。また、以前より阿部が遅刻するたびに「阿部は魚の脳を持つ男だから」と揶揄していたことからタイトルが決定された。本作の音楽性に対してメンバーはそれぞれ見解を述べており、西川は「これがこれからのユニコーンの方向性だっていうものでは一切ない」と述べ、阿部はロックンロールのイメージをパロディ化したニュアンスに近いと述べている。
音楽誌『別冊宝島724 音楽誌が書かないJポップ批評22 ユニコーン&奥田民生の摩訶不思議』において音楽評論家の安田謙一は、シンプルなロックンロールナンバーを中心に収録されていると指摘した上で、「（前作において）抑えられた演奏欲を発散させるかのよう」であると述べている。また安田は「東京ブギウギ」に関して、ヒューイ・"ピアノ"・スミスのようなリズムであると述べた上で、「他のどのアルバムにも収録されることのないナンバーだろう」と述べている。

## 楽曲

### SIDE-A
1. 「ハヴァナイスデー」 - Have A Nice Day
音楽誌『別冊宝島724 音楽誌が書かないJポップ批評22 ユニコーン&奥田民生の摩訶不思議』においてライターの普天間伊織は、アメリカンなロカビリー調で奥田のボーカルがエルヴィス・プレスリー風であると指摘、また英語の多い歌詞と思わせて「HIROSHIMA」や「KYANAZAWA」など日本の地名が入っている点に関して「ひねった愛国歌だ」と述べている[8]。
2. 「魚の脳を持つ男」 - I Fell In Love With A Man With A Fish Brain
音楽誌『別冊宝島724 音楽誌が書かないJポップ批評22 ユニコーン&奥田民生の摩訶不思議』においてライターの堀越葉子は、本曲を「シンプルかつ単調なロックンロール」であると指摘、「＜社交辞令＞の退屈さ、つまらなさ、そしてお手軽さを、歌詞だけでなくサウンドの面からも表現してみせた」と述べている[8]。
3. 「鼻から牛乳」 - Milkphobia
タイトルは曲の内容と全く関連がなく、曲の終わりに唐突に「鼻から牛乳…」と囁かれるのみである。音楽誌『別冊宝島724 音楽誌が書かないJポップ批評22 ユニコーン&奥田民生の摩訶不思議』においてお笑いコンビであるダイノジの大谷伸彦は、「サビの切ないメロディ、初めて男女の悲哀を描いた歌詞は秀逸」と述べながらも、最後に挿入される「鼻から牛乳」のフレーズがなければ代表曲になったのではないかと推測し、「初めて聴いた時とても悔しかった」と述べたが、「それがユニコーンと言えばそうだけど」とも述べている[8]。

### SIDE-B
1. 「レベル」 - Rebel Without A Cause
音楽誌『別冊宝島724 音楽誌が書かないJポップ批評22 ユニコーン&奥田民生の摩訶不思議』においてライターの川口瑞夫は、本曲が後にリリースされたシングル「ブルース」（1991年）とともに西川の代表作であると主張し、シンプルなロックサウンドを目指した本作の白眉であると述べている[8]。また、本曲の音楽性に関して、「ジョン・ボーナムばりの重戦車ドラムと、延々と続く中近東風のギター・ソロが圧巻」と述べたほか、堀内が手島にインド音楽の音階を教えたと述べている[8]。さらに西川の歌詞に関して、「ケツまで持てばいいだろ」や「お前らみんな友達」などのフレーズが「要所要所で語感にインパクトがある」と述べている[8]。
2. 「$2000ならOKよ」 - Mayflower Madam
音楽誌『別冊宝島724 音楽誌が書かないJポップ批評22 ユニコーン&奥田民生の摩訶不思議』においてライターの石井恒は、ゲイをテーマにした曲が多い阿部によるデリヘル嬢ソングであると指摘、「とぼけたような歌いぶりも怪しすぎる。彼の屈折した娼婦願望の表れではないか」と述べている[8]。
3. 「東京ブギウギ」 - Tokyo Boogie Woogie
1948年にリリースされた笠置シヅ子の同名曲のカバーであり、後に至るまで公式に音源化されたUNICORNによるカバー曲は本曲のみとなっている。音楽誌『別冊宝島724 音楽誌が書かないJポップ批評22 ユニコーン&奥田民生の摩訶不思議』においてライターの市川誠は、ピアノがニューオーリンズ・ジャズの趣向が強いことを指摘、またライブにおいて頻繁に演奏されていたと述べている[8]。

## リリース、チャート成績
本作は1990年12月1日にCBS・ソニーからCDおよびCTの2形態でリリースされた。リリース当時の帯には「－地獄のサイトシーイング－」というサブタイトルが記載されていた。本作はオリコンアルバムチャートにおいて最高位第2位の登場回数12回で売り上げ枚数は29.6万枚となった。この売り上げ枚数はUNICORNのアルバム売上ランキングにおいて第4位となっている。2022年に実施されたねとらぼ調査隊によるUNICORNのアルバム人気ランキングでは第14位、2023年に実施された同ランキングでは第11位となった。4枚目のアルバム『ケダモノの嵐』（1990年）のリリース後に行われたコンサートツアー「UNICORN 1990 "嵐のケダモノ" TOUR」において、前作『おどる亀ヤプシ』の収録曲は全く演奏されなかったが、本作収録曲は「$2000ならOKよ」を除いてすべて演奏された。
UNICORN解散後となる1995年12月13日には、ソニー・ミュージックレコーズから「ユニコーンの逆転満塁ホームランプライスシリーズ」として前作『おどる亀ヤプシ』（1990年）との合作となった廉価版がリリースされた。また、2007年12月19日にはエスエムイーレコーズから紙ジャケット仕様CDとして再リリースされた。さらに2012年12月5日には9枚組CD+DVDのボックス・セット『UNICORN SME ERA - remasterd BOX』においてデジタル・リマスタリング盤が収録され、2017年12月6日にはデビュー30周年を記念して、ABEDONがリマスタリングを担当した工具箱風ボックス入りの15枚組CD-BOX『UC30 若返る勤労』に収録されて再リリースされた。

## 批評
| 専門評論家によるレビュー             | 専門評論家によるレビュー |
| レビュー・スコア                     | レビュー・スコア         |
| 出典                                 | 評価                     |
| ------------------------------------ | ------------------------ |
| CDジャーナル                         | 肯定的                   |
| 音楽誌が書かないJポップ批評22        | 否定的                   |
| 別冊カドカワ 総力特集ユニコーン 2009 | 肯定的                   |

本作の音楽性および歌詞に対する批評家たちからの反応は賛否両論となっており、音楽情報サイト『CDジャーナル』では、UNICORNに対して「才能のたれ流しバンド」であると表現した上で、「ロックからア・カ・ペラ、東京ブギウギまでテイスト盛りだくさん」と指摘し「発展するユニコーン・グループに拍手」と称賛した。また「“ストレートなロック”をコンセプトにした一枚」とも述べている。音楽誌『別冊宝島724 音楽誌が書かないJポップ批評22 ユニコーン&奥田民生の摩訶不思議』において音楽解説者の榊ひろとは、本作が基本的に一発録りで行われたことからビートルズのアルバム『レット・イット・ビー』（1970年）における「ゲット・バック・セッション」の意味合いが感じられると指摘、また西川制作による「レベル」は「アルバムの核をなす重要なナンバー」であり奥田による2曲はポップであると評価したが、ニュー・ウェイヴのような堀内の楽曲や「へなちょこドゥワップ」である阿部の楽曲は「やっぱり変」として否定的に評価した。また同書にて音楽評論家の安田謙一は、3か月連続リリースにより一気にアルバム6枚分のキャリアを獲得し、それにより「バンドの意欲、野心、才能、さらに、そのすべてからシリアスな意味を払拭したところでの佇まい、と、この3枚連続リリースによりバンドが手に入れたものは多い」と述べたが、「それは同時に、文字通りの“生き急ぎ”でもあった」と主張した。安田はこの時期にリリースされたのが『ケダモノの嵐』だけであったなら、同作はより名盤として評価されたのではないかと推測、また『おどる亀ヤプシ』と本作の制作によって「拡散されたバンドの意欲や、野心や、才能は、また違った着地点を見出していたかもしれない」と述べている。文芸雑誌『別冊カドカワ 総力特集ユニコーン 2009』において音楽評論家の平山雄一は、本作においてUNICORNが初めてエンジニアのジョー・ブレイニーと共同制作を行ったことに触れた上で、「ハヴァナイスデー」はエルヴィス・プレスリーのようなロックナンバー、「魚の脳を持つ男」は正統派ロック、「鼻から牛乳」はブリティッシュな手法を使用していると述べ、「東京ブギウギ」は業界関係者から絶賛の嵐が寄せられたことを紹介し、「ニューオリンズ風の阿部のピアノはもちろん、民生ボーカルの卓越したリズム感がたっぷり楽しめる」と述べ肯定的に評価した。

## 収録曲
- CD付属の歌詞カードに記載されたクレジットを参照[25]。

| 全編曲: UNICORN。 |                                                                 |           |           |           |       |
| #                 | タイトル                                                        | 作詞      | 作曲      | ボーカル  | 時間  |
| 1.                | 「ハヴァナイスデー」(Have A Nice Day)                           | 奥田民生  | 奥田民生  | 奥田民生  | 2:36  |
| 2.                | 「魚の脳を持つ男」(I Fell In Love With A Man With A Fish Brain) | 奥田民生  | 奥田民生  | 奥田民生  | 3:35  |
| 3.                | 「鼻から牛乳」(Milkphobia)                                      | 堀内一史  | 堀内一史  | 奥田民生  | 4:44  |
| 合計時間:         | 合計時間:                                                       | 合計時間: | 合計時間: | 合計時間: | 10:55 |

| 全編曲: UNICORN。 |                                       |           |           |           |       |
| #                 | タイトル                              | 作詞      | 作曲      | ボーカル  | 時間  |
| 4.                | 「レベル」(Rebel Without A Cause)     | 川西幸一  | 川西幸一  | 奥田民生  | 4:50  |
| 5.                | 「$2000ならOKよ」(Mayflower Madam)    | 阿部義晴  | 阿部義晴  | 阿部義晴  | 2:07  |
| 6.                | 「東京ブギウギ」(Tokyo Boogie Woogie) | 鈴木勝    | 服部良一  | 奥田民生  | 3:26  |
| 合計時間:         | 合計時間:                             | 合計時間: | 合計時間: | 合計時間: | 10:23 |

## スタッフ・クレジット
- CD付属の歌詞カードに記載されたクレジットを参照[25]。

### UNICORN
- 奥田民生
- 西川幸一
- 手島いさむ
- 阿部義晴
- 堀内一史

### 参加ミュージシャン
- ロナルド・キューバー – バリトンサクソフォーン（「東京ブギウギ」）
- タワサ・アジ（英語版） – バックグラウンド・ボーカリスト（「$2000ならOKよ」）
- マーサ・ウォッシュ（英語版） – バックグラウンド・ボーカリスト（「$2000ならOKよ」）
- ブレンダ・ホワイト – バックグラウンド・ボーカリスト（「$2000ならOKよ」）

### 録音スタッフ
- ジョー・ブレイニー – プロデューサー、レコーディング・エンジニア、ミキシング・エンジニア
- ジュディー・キルシュナー（ソーサラー・スタジオ） – アシスタント・エンジニア
- エド・コレンゴ（エレクトリック・レディ・スタジオ） – アシスタント・エンジニア
- グレッグ・カルビ（英語版）（スターリング・サウンド） – マスタリング・エンジニア
- アーティ・スミス – コーディネーター
- マイケル鼻血 – ディレクター
- 原田公一 – ディレクター、グループ・ポートレイト

### 美術スタッフ
- マーカス・ニスペル（ポートフォリオ） – カバー・アート、デザイン
- 野本卓司 (dē-gē) – インナースリーブ・ディレクター、デザイン
- 須藤由美子 – パッケージ・コーディネート

### その他スタッフ
- ヘーちゃん（平郡泰典） – エグゼクティブ・プロデューサー
- カトテっちゃん（加藤哲夫） – エグゼクティブ・プロデューサー
- ワカマッちゃん（若松宗雄） – 社長
- 鈴木銀二郎 – マネージャー
- よしいふみこ – セクシー・コーディネーター
- 大塩泰之（CBSソニー） – プロモーター
- 中田研一（CSアーティスツ） – プロモーター
- ジャック松村 – スペシャル・サンクス
- アンジェラ・ロマーノ – スペシャル・サンクス
- リンダ・トッド – スペシャル・サンクス
- CBSレコードの皆様 – スペシャル・サンクス
- アヌーク・フランケル – スペシャル・サンクス
- ポートフォリオ・スタッフ – スペシャル・サンクス
- 平井一夫 – スペシャル・サンクス
- ロビン・バード（英語版） – スペシャル・サンクス

## チャート、認定
| チャート         | 最高順位 | 登場週数 | 売上数   | 備考                             | 出典  |
| ---------------- | -------- | -------- | -------- | -------------------------------- | ----- |
| 日本（オリコン） | 2位      | 12回     | 29.6万枚 |                                  | [ 2 ] |
| 日本（オリコン） | 91位     | 1回      | 0.4万枚  | おどる亀ヤプシ＋ハヴァナイスデー | [ 2 ] |

| 国/地域 | 認定組織         | 日付       | 認定     | 売上数   | 出典  |
| ------- | ---------------- | ---------- | -------- | -------- | ----- |
| 日本    | 日本レコード協会 | 1990年12月 | ゴールド | 200,000+ | [ 3 ] |

## リリース日一覧
| No. | リリース日     | レーベル                       | 規格         | カタログ番号 | 備考 | 出典                |
| --- | -------------- | ------------------------------ | ------------ | ------------ | --- | ------------------- |
| 1   | 1990年12月1日  | CBS・ソニー                    | CD           | CSCL-1568    | | [ 2 ] [ 5 ] [ 21 ]  |
| 2   | 1990年12月1日  | CBS・ソニー                    | CT           | CSTL-1568    | | [ 2 ] [ 26 ]        |
| 3   | 1995年12月13日 | ソニー・ミュージックレコーズ   | CD           | SRCL-3415    | ユニコーンの逆転満塁ホームランプライスシリーズ（廉価版）、『おどる亀ヤプシ＋ハヴァナイスデー』としてリリース | [ 2 ] [ 27 ] [ 28 ] |
| 4   | 2007年12月19日 | エスエムイーレコーズ           | CD           | SECL-606     | 紙ジャケット仕様                                                                                             | [ 29 ] [ 30 ]       |
| 5   | 2012年11月7日  | ソニー・ミュージックダイレクト | ロスレスFLAC | -            | デジタル・ダウンロード                                                                                       | [ 31 ]              |
| 6   | 2012年11月7日  | ソニー・ミュージックダイレクト | AAC-LC       | -            | デジタル・ダウンロード、『おどる亀ヤプシ＋ハヴァナイスデー』としてリリース                                   | [ 32 ]              |
| 7   | 2012年11月7日  | ソニー・ミュージックダイレクト | ロスレスFLAC | -            | デジタル・ダウンロード、『おどる亀ヤプシ＋ハヴァナイスデー』としてリリース                                   | [ 33 ]              |
| 8   | 2012年12月5日  | エスエムイーレコーズ           | CD           | SECL-1236    | CD-BOX『UNICORN SME ERA - remasterd BOX』収録、紙ジャケット仕様、デジタルリマスター版                        | [ 34 ] [ 35 ]       |
| 9   | 2012年12月20日 | ソニー・ミュージックダイレクト | AAC-LC       | -            | デジタル・ダウンロード                                                                                       | [ 36 ]              |
| 10  | 2017年12月6日  | キューンミュージック           | CD           | KSCL-2986    | 完全生産限定CD-BOX『UC30 若返る勤労』収録、ABEDONがリマスタリングを担当                                      | [ 37 ] [ 38 ]       |
| 11  | 2017年12月6日  | ソニー・ミュージックレーベルズ | AAC-LC       | -            | 『UC30 若返る勤労』収録盤と同内容のデジタル・ダウンロード版                                                  | [ 39 ]              |
| 12  | 2017年12月6日  | ソニー・ミュージックレーベルズ | ロスレスFLAC | -            | 『UC30 若返る勤労』収録盤と同内容のデジタル・ダウンロード版                                                  | [ 40 ]              |